# Крупка жёсткая
Крупка жёсткая (лат. Draba rigida) — многолетнее растение семейства Капустные (Brassicaceae). Во «Флоре СССР» вид описан как крупка моховидная (лат. Draba bryoides), что в настоящее время признано синонимом, хотя некоторые исследователи выделяют растения с более мелкими габитусом в отдельный вид или разновидность Draba rigida var. bryoides.

## Этимология
Название рода происходит от греческого названия крестоцветного растения, вероятно, Cardaria draba.
Видовой эпитет лат. rigida означает «жёсткий», лат. bryoides означает «похожий на мох» в отношении внешнего вида листвы.

## Ботаническое описание
Многолетнее травянистое медленнорастущее растение. Образует мелкие, весьма плотные, полусферические подушки высотой до 20 см.
Листья мелкие, 1,3—2,5 мм длиной, продолговатые, притуплённые, жёсткие, с выдающейся на нижней стороне срединной жилкой, по краю реснитчатые; отмершие листья образуют на разветвлениях ст. плотные покровы, придавая каждой веточке столбовидный характер; стрелки тонкие, прямые или едва изогнутые, голые, 1—5 см высотой.
Соцветие — кисть из 2—6 цветков, довольно рыхлая. Цветоносы тонкие, голые. Чашелистики яйцевидные или эллиптические, бледные, слегка опушённые простыми волосками, реже голые. Лепестки обратно-яйцевидные, с едва выраженной вырезкой по краю, жёлтые, 3,5—5 мм длиной.
Плоды — стручочки, продолговато-яйцевидные, слегка асимметричные, примерно равной длины с цвн., 4—6 мм дл., голые; стлб. тонкий, 0.6—1 мм дл., с. мелкие, тёмно-бурые.
Цветение в июне-июле.

## Места обитания и экология
Предкавказье, Кабардино-Балкария. Эндемик.
На скалах, моренах и альпийских луговинах, на высотах от 2000 до 3400 м. н.у.м.

## Синонимы
Согласно базе данных GBIF в синонимику вида входят следующие названия:
- = Alyssum dicranoides Boiss. & A.Huet
- = Draba bryoides DC. — Крупка моховидная
- = Draba bryoides var. imbricata (C.A.Mey.) N.Busch
- = Draba caespitosa Hoffm. ex Ledeb.
- = Draba dicranoides Boiss. & A.Huet
- = Draba imbricata C.A.Mey.
- = Draba rigida var. bryoides (DC.) Boiss.
- = Draba rigida var. imbricata (C.A.Mey.)
- = Draba rigida var. intermedia Rupr.
- = Draba rigida var. rigida
- = Draba rigida var. tournefortiana Rupr.

## Применение
Может использоваться как декоративное садовое растение для альпинариев и альпийских горок.

## Выращивание
Лучше всего выращивать на песчаных, резко дренированных почвах на открытом солнце. Нуждается в достаточном освещении, хорошем дренаже и защите от чрезмерно влажной почвы зимой. Зимостойкость в зонах 4–8 USDA.
Возможно размножение семенами, черенками или делением куста.